# 걸 해피
걸 해피(Girl Happy)는 미국에서 제작된 보리스 세걸 감독의 1965년 영화이다. 엘비스 프레슬리 등이 주연으로 출연하였고 조 패스터넉 등이 제작에 참여하였다.

## 출연

### 주연
- 엘비스 프레슬리
- 쉘리 파바레스

### 조연
- 해롤드 J. 스톤
- 게리 크로스비
- 조비 베이커
- 니타 탤봇
- 매리 앤 모블리
- 파브리지오 미오니
- 지미 호킨스
- 잭키 쿠건
- 피터 브룩스
- 존 피들러
- 린 에징톤
- 파멜라 커랜
- 비벌리 애덤스
- 조지 시저
- 스타사 다마스커스
- 마이크 드 안다
- 대런 더블린
- 토미 파렐
- 밀튼 프롬
- 노먼 그라보스키
- 댄 해거티
- 행크 존스
- 켄트 맥코드
- 줄리 페인
- 리처드 리브스
- 올란 소울
- 레드 웨스트

## 제작진
- 세트: 헨리 그레이스
- 세트: 휴 헌트